# Nelė Žilinskienė
Nelė Žilinskienė (Bielorrusia, 29 de septiembre de 1969) es una atleta rusa retirada especializada en la prueba de salto de altura, en la que ha conseguido ser medallista de bronce europea en 1994.

## Carrera deportiva
En el Campeonato Europeo de Atletismo de 1994 ganó la medalla de bronce en el salto de altura, con un salto de 1.93 metros, siendo superada por la eslovena Britta Bilač (oro con 2.00 metros) y la rusa Yelena Gulyayeva (plata con 1.96 metros).